# 3687 Dzus
3687 Dzus је астероид главног астероидног појаса са пречником од приближно 28,61 .
Афел астероида је на удаљености од 3,268 астрономских јединица (АЈ) од Сунца, а перихел на 2,191 АЈ.
Ексцентрицитет орбите износи 0,197, инклинација (нагиб) орбите у односу на раван еклиптике 15,804 степени, а орбитални период износи 1647,638 дана (4,510 године).
Апсолутна магнитуда астероида је 11,50 а геометријски албедо 0,054.
Астероид је откривен 7. октобра 1908. године.